# Agathosma anomala
Agathosma anomala är en vinruteväxtart som beskrevs av Ernst Meyer och Otto Wilhelm Sonder. Agathosma anomala ingår i släktet Agathosma och familjen vinruteväxter. Inga underarter finns listade i Catalogue of Life.